# Переволоки (Сызранский район)
Переволоки — село в Сызранском районе Самарской области России. Входит в состав городского поселения Междуреченск.
Этимология названия указывает, что в этом месте с давних времён существовал волок, позволявший сократить путь по Волге.

## География
Село находится в западной части Самарской области, в пределах Приволжской возвышенности, в лесостепной зоне, на правом берегу реки Волги, на расстоянии примерно 40 километров (по прямой) к северо-востоку от города Сызрани, административного центра района. Абсолютная высота — 62 метра над уровнем моря.
Климат
Климат характеризуется как умеренно континентальный. Среднегодовая температура — 4,7 °C. Средняя температура воздуха самого тёплого месяца (июля) — 20,8 °C (абсолютный максимум — 39 °C); самого холодного (января) — −11,7 °C (абсолютный минимум — −44 °C). Среднегодовое количество атмосферных осадков составляет 470 мм, из которых около 305 мм выпадает в период с апреля по октябрь. Снежный покров образуется в третьей декаде ноября и держится в течение 138 дней.
Часовой пояс
Село Переволоки, как и вся Самарская область, находится в часовой зоне МСК+1. Смещение применяемого времени относительно UTC составляет +4:00.

## Население
| 2010 | 2012 | 2013 | 2014 | 2016 | 2017 | 2018 |
| ---- | ---- | ---- | ---- | ---- | ---- | ---- |
| 233  | ↗237 | ↗238 | ↗244 | ↘236 | ↗237 | →237 |
| 2019 | 2020 | 2021 |      |      |      |      |
| ↘227 | ↘224 | ↗235 |      |      |      |      |

Половой состав
По данным Всероссийской переписи населения 2010 года в гендерной структуре населения мужчины составляли 47,2 %, женщины — соответственно 52,8 %.
Национальный состав
Согласно результатам переписи 2002 года, в национальной структуре населения русские составляли 93 % из 199 чел.